# Archief van het Skolt-Samische dorp Suonjel Suenjel

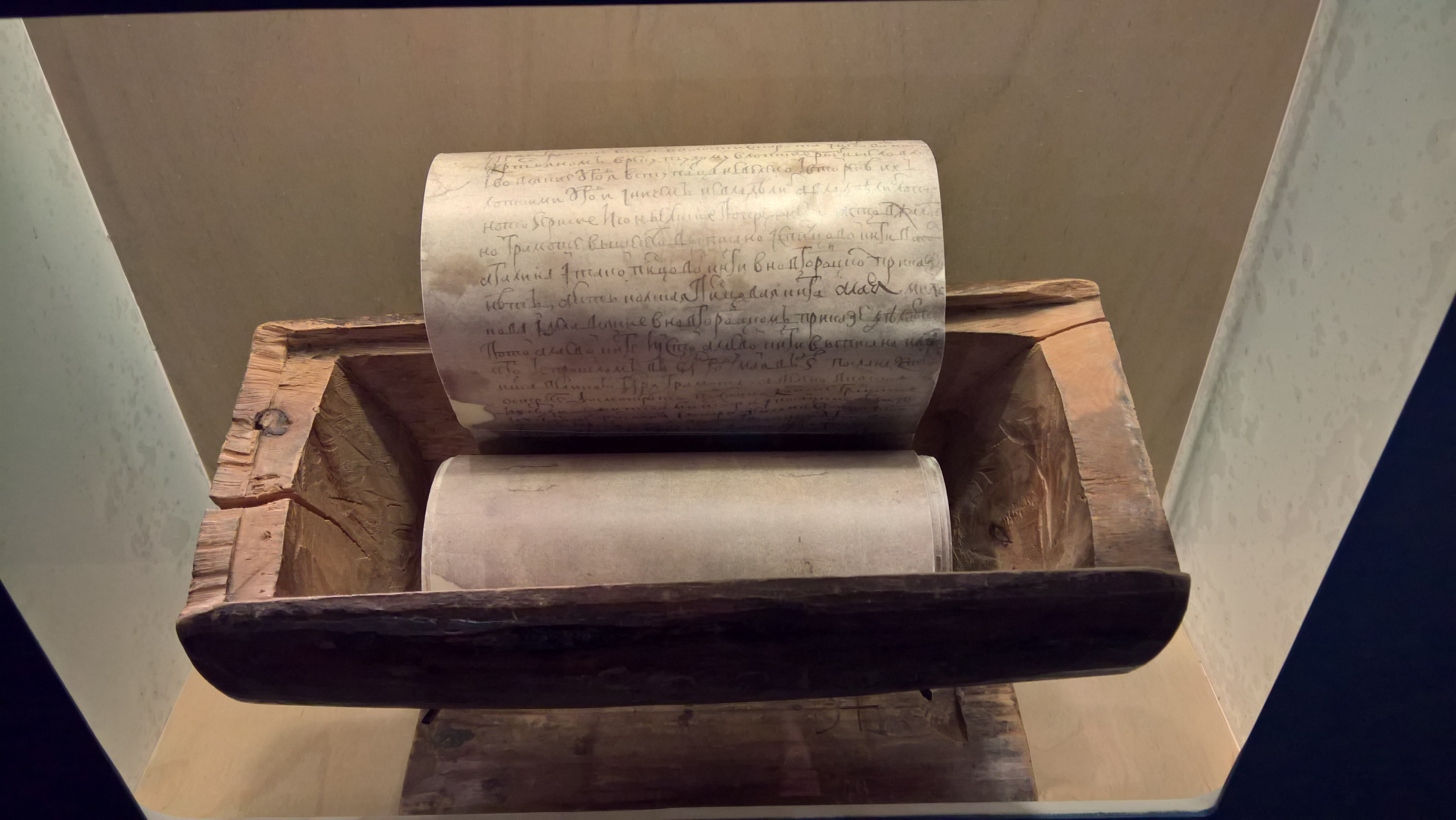
Het archief van het Skolt-Samische dorp Suonjel Suenjel in het Siida-museum in Inari: het originele houten omhulsel met een kopie van de boekrol

Het archief van het Skolt-Samische dorp Suonjel Suenjel geeft een inzicht in de geschiedenis van de Skolten, een etnische groep binnen de Samen. Het documentair erfgoed bestaat uit officiële edicten uitgevaardigd door de keizer van Rusland en de keizerlijke overheid die de rechten van de Skolten bevestigen over hun vis- en rendiergebieden. Het archief is in 2015 opgenomen in de Werelderfgoedlijst voor documenten van de Unesco. Volgens de Unesco vormt het archief een uniek geheel van documentatie van een inheemse gemeenschap dat op een unieke manier bewaard werd. Het toont hoe men eeuwen terug het belang begreep van officiële documenten voor het vrijwaren van de basisrechten van de gemeenschap.

## Achtergrond
De Skolten vormen een etnische groep binnen de Samen. Zij leven in Lapland en worden beschouwd als de inheemse bevolking van het grensgebied van Finland, Noorwegen en Rusland. De Skolten behoren tot de oostelijke groep van de Samen, op basis van hun taal en gebruiken. De taal van de Skolten, het Skolt-Samisch, is een van de officieel erkende talen in Lapland, maar is ernstig bedreigd in zijn voortbestaan. Het dorp Suonjel Suenjel (Samisch: Suõʹnnʼjel; Fins: Suonikylä) waar het archief aan refereert, ligt in de streek van Petsjenga.

## Inhoud van het erfgoed
Het archief van Suonjel Suenjel is een boekrol van zo'n negen meter lang die bestaat uit meerdere documenten die aan elkaar zijn vastgemaakt met een soort lijm die gemaakt is van beenderen. De rol werd bewaard in een omhulsel gemaakt uit een boomstam en werd verstopt op een geheime plaats die enkel gekend was door drie betrouwbare mannen van verschillende families. Deze manier van het bewaren van documenten was uniek en is onafhankelijk van andere, naburige gemeenschappen ontwikkeld.
De documenten zijn officiële edicten uitgevaardigd door de keizer van Rusland en de keizerlijke overheid die de rechten van de Skolten bevestigen over hun vis- en rendiergebieden. Het oudste bewaarde document dateert van 1601 en het laatste van 1775. Al op het einde van de 16e eeuw werd begonnen met het in stand houden van de documenten, maar het oudste deel is verloren gegaan in 1589, tijdens de oorlog tussen Zweden en Rusland. In 1775 werd het bijhouden van het archief stopgezet. Het archief toont aan dat de Skolten al vroeg het belang begrepen van geschreven documenten die van levensbelang waren voor de gemeenschap. Het besef van de rechten van inheemse volkeren manifesteert zich over het algemeen pas later in de geschiedenis, en daarom is het dus uitzonderlijk dat dit bij de Skolten, een volk dat voor zijn levensonderhoud afhing van visserij en het hoeden van rendieren, al aan het einde van de 16e eeuw aanwezig was. Bovendien tonen de documenten ook een overheid die de rechten op water- en landgebieden van een inheems volk erkent. Het archief getuigt van de geschiedenis van de kolonisering van het noorden van Europa en de spanningen die dit teweegbracht tussen de inheemse bevolking en de nieuwkomers.
In 1939, tijdens de Winteroorlog, werden de Skolten door het Finse leger geëvacueerd en werd het archief uit het dorp weggehaald. Eerst werd het archief verhuisd naar Rovaniemi en in 1942 werd het ondergebracht in het Nationaal archief van Finland in Helsinki. Na de Tweede Wereldoorlog beschouwden de Skolten het archief als verloren gegaan, omdat zij niet wist dat de documenten gered waren. Toen het archief in 1996 werd herontdekt in het Nationaal Archief, was de interesse bij de gemeenschap zeer groot. Het archief werd in 2012 teruggegeven aan de Skolten, die het doneerden aan het Samen-Archief, een onderdeel van het Nationaal Archief van Finland, dat zich bevindt in het cultureel en administratief centrum Sajos in het plaatsje Inari. Het houten omhulsel van de boekrol, dat dateert van 1865, is te bezichtigen in het Siida-museum in Inari, samen met een kopie van de originele rol.
De Unesco beschouwt het archief als een fundamenteel onderdeel van de identiteit van de Skolten. Bovendien heeft het een grotere symbolische betekenis voor andere inheemse volkeren in de rest van de wereld.